# Another Word
Singles de Talk Talk
Today
(1982) My Foolish Friend
(1983)
Another Word est le quatrième single du groupe Talk Talk, paru en 1983, issu de l'album The Party's Over. Il a été composé par Paul Webb. La chanson fut sortie uniquement en Allemagne, où elle a été jouée dans un épisode de la série policière, Inspecteur Derrick. C'est grâce à cette diffusion que Another Word fut un grand succès en Allemagne.
Sa face B, Candy figure également sur l'album The Party's Over. Elle a été composée par Mark Hollis. C'est également l'une des premières démos de Talk Talk à avoir été envoyée à EMI en 1981.
Le single était disponible en 45 tours, soit en 7" ou en 12", avec les mêmes chansons.

## Pistes
45 tours
| No | Titre               | Durée |
| -- | ------------------- | ----- |
| 1. | Another Word (Webb) | 3:12  |
| 2. | Candy (Hollis)      | 4:40  |